# 2025年特朗普—習近平電話會談
2025年6月5日，美國總統當勞·特朗普與中華人民共和國領導人習近平進行一次電話會談，通話時長約一個半小時。這是中美兩國領導人自上次2025年1月17日通話以來，時隔140天的首次進行直接對話。
此次會談是應特朗普的要求發起，主要聚焦於中美貿易關係，並觸及其他雙邊及全球議題。

## 背景

### 關稅戰
此次通話發生在中美兩國之間複雜而緊張的關係背景下，尤其是在美國發動關稅戰之後。在此其間，中美關係經歷了顯著的動盪。特朗普曾對從多個國家進口的商品提高關稅。2025年4月，其新關稅政策引發全球股市暴跌，面對全球市場崩潰的壓力，特朗普於4月9日宣佈對除中華人民共和國以外國家的關稅實施為期90天「暫緩期」，並將這些國家的關稅暫時降至10%。特朗普政府聲稱，這一暫緩期是為了給予超過75個已表達協商意願的國家時間，與美國就貿易、貿易壁壘、關稅和貨幣操縱等議題進行「量身定制」的談判。儘管如此，美國對中華人民共和國仍保留最高的稅率。
美國早在2025年2月對中華人民共和國加徵芬太尼關稅，並在3月再次上調了10%。到4月，美國對中華人民共和國實施高額的「對等關稅」，北京則以對美國進口商品徵收更高的關稅來回應，引發針鋒相對的加稅，導致雙方關稅水平最高達到145%。

### 日內瓦會談
中美雙方儘管在2025年5月於瑞士日內瓦達成一項協議，取消大部分「對等關稅」，但美國對中國的關稅依然保持在接近40%的高位。這項暫時的關稅休戰協議將美國對中華人民共和國產品的關稅降至30%，而北京將對美國進口產品的關稅削減至10%，並承諾取消對關鍵礦產出口的限制。該協議給予雙方90天的期限，以嘗試達成一項貿易協議。該協議曾被特朗普宣傳為中美關係「全面重啟」。儘管達成臨時協議，但該協議並未解決困擾雙邊關係的更廣泛問題，例如非法芬太尼貿易、民主治理的台灣地位以及美國對中華人民共和國國家主導的出口導向型經濟模式的不滿。
日內瓦會談結束後，中美兩國未立即展開正式的貿易協商，反而迅速陷入相互指責的局面。中華人民共和國批評美國在協議簽署翌日便禁止其他國家使用華為晶片，並對中國留學生進行簽證審查及撤銷。與此同時，美方則控訴中方未依協議承諾解除對稀土出口的限制，令美國汽車製造商的生產受阻。特朗普更在社交平台上直接點名習近平，聲稱與習近平「非常難以達成協議」。雙方互指對方違反原本旨在大幅削減貿易關稅的協議。

### 白宮對通話的高度預期
在中美領導人電話會談之前，美國官員曾多次預告兩國領導人將於2025年6月初通話，以試圖恢復中美貿易戰中脆弱的休戰狀態。特朗普於5月30日指責中華人民共和國違反與美國達成的協議，內容涉及相互取消關鍵礦產的關稅和貿易限制，並表示將與習近平通話以解決雙方在貿易和關稅問題上的分歧。白宮發言人卡羅琳·萊維特於6月2日表示，特朗普與習近平可能於當週舉行通話。美國財政部長斯科特·貝森特和白宮國家經濟委員會主任凱文·哈塞特亦在通話前一日表示，預期特朗普將於近期與習近平對話，以推動解決包括關鍵礦產爭端在內的雙邊貿易問題。
《政客》引述一名熟悉貿易談判的人士透露，特朗普「癡迷於與習近平通話」，堅信他能夠親自與習近平「面對面」解決世界兩大經濟體之間根深蒂固的分歧。

## 會談
2025年6月5日，特朗普與習近平進行一個半小時的電話會談。根據中美雙方發佈的資訊，此次通話的最大進展是兩國經貿團隊將開啟下一步磋商。會談結束後，兩國元首同意雙方團隊繼續落實日內瓦會談達成的共識，並盡快舉行新一輪會談。
據中華人民共和國官方媒體《人民日報》報導稱，習近平在通話中表示，中美關係的穩定發展有賴於雙方「把穩方向、掌好舵盤」，並指出必須排除各類干擾與破壞因素。他強調，對話與合作是處理雙邊分歧的唯一可行途徑，並呼籲雙方應充分運用現有的經貿磋商機制，在平等互利的基礎上，尊重彼此核心關切，以實現互利共贏的結果。習近平稱，中方在推進合作方面展現了高度誠意，同時也堅持基本立場。對於日內瓦會談後的後續執行情況，他指出中方已依約落實相關承諾，並呼籲美方以客觀態度評價進展，取消針對中國的相關限制措施。此外，習近平建議雙方應深化在外交、經貿、軍事和執法等多個領域的溝通與接觸，以促進理解、減少誤判並擴大合作空間。
特朗普在社交媒體上寫道，他與習近平這一個半小時的對話「幾乎完全聚焦於貿易議題」，並未涉及俄烏戰爭或伊朗相關問題，並「為兩國帶來了非常積極的結果」，及「歡迎中國學生來美國學習」。他表示，這次通話對兩國都「非常有益」。他還向記者表示：「我們與中國和貿易協議處於非常好的狀態。」然而，中方發佈的通話紀要中指出，習近平在通話中強調台灣問題的重要性，顯示雙方討論內容不僅限於經貿領域，亦涵蓋其他敏感議題。
在通話中，習近平對特朗普再次訪華表示歡迎，特朗普則回應邀請對方訪問白宮。然而，雙方對此類訪問的具體安排尚未作出任何正式確認。據報，特朗普在白宮橢圓形辦公室接見德國總理弗里德里希·默茨時表示：「他（指習近平）邀請我去中國，我也邀請他來這裡。」他補充說：「我們彼此都接受了邀請，所以我和第一夫人會在某個時候前往中國，也希望他能與中國的第一夫人一同來訪。」中方在對該次通話的通報中提及邀請特朗普訪華，但並未提到有關白宮回邀的內容。

## 評論
前美國助理貿易代表哈里·G·布羅德曼指出，特朗普本質上是一位「交易型人物」，而習近平則是一個行政上層結構的頂層黨員，較難深入涉及具體細節。布羅德曼認為，習近平頂多可能同意某些原則性立場，但這種方式未必符合特朗普對談判成果的期待。他亦警告，將磋商提升至領導人層級可能帶來反效果，削弱進一步達成複雜或更大規模協議的可能性，因為這類協議往往需要更長時間與技術層面的考量。不過，拜登政府時期的前美國國家安全委員會成員杜如松則持不同看法，認為即便無法促成成果，嘗試推動對話本身亦無大害。若中方不回應，美方可對外表明已盡力；若對話成行，或許還能取得一定進展。
杜如松又指，中華人民共和國政府對特朗普在橢圓形辦公室的公開「表演」感到震驚，包括他與烏克蘭總統弗拉基米爾·澤連斯基及南非總統西里爾·拉馬福薩的高調會面。杜如松認為，這些不按常規的行為使中方對領導人層級的外交互動保持謹慎，因為在中華人民共和國外交傳統中，避免讓領導人面對不可預測或可能引發尷尬的場面被視為基本原則。
《南華早報》緩引包括華盛頓史汀生中心東亞研究室高級研究員孫韻、復旦大學美國研究中心教授沈丁立和中國人民大學國際關係學院教授王義桅等觀察人士的說法，華府對華政策正朝經濟實用主義轉變，並受到特朗普個人交易風格影響，有分析指出這反映美國國務院在中美關係中的影響力減弱。過往中美領導人互動前，通常由雙方高層外交官預先接觸，例如中共中央政治局委員、外交部長、中央外事辦主任王毅與美方前官員的定期會晤曾為習近平與祖·拜登的交流鋪路。然而，身兼美國國務卿與美國國家安全顧問的馬可·魯比奧至今尚未與王毅會面。相反，王毅於通話前兩日（6月3日）接見新任美國駐華大使龐德偉，為習近平與特朗普的對話鋪平道路。